# Eva Kummeth
Eva Kummeth ist eine deutsche Drehbuchautorin, Autorin und Schauspielerin.

## Leben
Kummeth besuchte eine Münchner Schauspielschule. Mit ihrem Ehemann Horst hat sie zwei Töchter und lebt in München.
2005 veröffentlichte sie mit ihrem Ehemann den Roman Lucius und der Dämon des Verderbens.

## Filmographie (Auswahl)

### Schauspielerin
- 1983: Die wilden Fünfziger (als Evi Kummet)

### Drehbuchautorin
- 1986: Polizeiinspektion 1 (zusammen mit Horst Kummeth)
- 1987: Hans im Glück
- 1992: Hurenglück
- 1989: Ein Geschenk des Himmels
- 1991: Ein Fall für zwei
- 1992: Mutter mit 16
- 1994–1995: Unsere Schule ist Beste
- 1994–1996: Anna Maria – Eine Frau geht ihren Weg
- 1995: Mutter mit 18
- 1995: Die Russenhuren – Visum in den Tod (zusammen mit Horst Kummeth)
- 1998: Ich liebe eine Hure
- 1998: In aller Freundschaft
- 1999: Die Hässliche (zusammen mit Horst Kummeth)
- 2001: … und plötzlich wird es dunkel in meinem Leben (zusammen mit Horst Kummeth)
- 2004–2005: Der Ermittler
- 2005: Die Rosenheim-Cops
- 2005: Liebe hat Vorfahrt (zusammen mit Horst Kummeth)
- 2005: Floridaträume
- 2009: Am Kap der Liebe – Unter der Sonne Uruguays (zusammen mit Horst Kummeth)
- 2009: Garmischer Bergspitzen (zusammen mit Horst Kummeth)
- 2009: Mein Nachbar, sein Dackel & ich (zusammen mit Horst Kummeth)
- 2010: Eine Sennerin zum Verlieben (zusammen mit Horst Kummeth)
- 2011: Inga Lindström: Schatten der Vergangenheit

## Hörspiele (Auswahl)
- 1983: Martha Meuffels: Familie Loibl (11. Folge: Loni darf ihren ersten Enkel sehen und Rosie dreht durch) (Schwester) – Redaktion und Regie: Michael Peter (Original-Hörspiel – BR)

Quelle: ARD-Hörspieldatenbank